# Gralheira
Gralheira ist eine Ortschaft und ehemalige Gemeinde in Portugal. Sie ist die höchste Ortschaft des Gebirges Serra de Montemuro und gehört zu den höchstgelegenen Orten Kontinentalportugals.

## Geschichte
Vermutlich bestand der Ort bereits im Westgotenreich. Er hieß lange Agralheira und gehörte zum Kreis Ferreiros de Tendais, wie in dessen Stadtrechtsurkunde von 1210 erwähnt wird. Mit der Auflösung des Kreises 1855 wurde Gralheira eine Gemeinde des Kreises Cinfães.
Im Zuge der kommunalen Neuordnung Portugals wurden am 29. September 2013 die Gemeinden Gralheira, Ramires, Alhões und Bustelo zur neuen Gemeinde União das Freguesias de Alhões, Bustelo, Gralheira e Ramires zusammengeschlossen. Gralheira ist Sitz dieser neu gebildeten Gemeinde.

## Verwaltung
Gralheira war eine Gemeinde (Freguesia) im Kreis (Concelho) von Cinfães, im Distrikt Viseu. Sie hatte 165 Einwohner auf einer Fläche von 10,2 km² (Stand 30. Juni 2011).